# Francisco Javier Roman-Bardales
Francisco Javier Roman-Bardales  (n. 2 de diciembre de 1977 en Ahuachapán, El Salvador), también conocido como "Veterano de Tribus", es un criminal salvadoreño y presunto líder de alto rango de la MS-13 responsable de las actividades criminales de la pandilla en Estados Unidos, México y El Salvador.

## Historia criminal
En diciembre de 2020, Roman-Bardales fue acusado junto con otros 26 líderes de alto rango de la MS-13 en la corte del distrito este de Nueva York. Enfrenta cargos graves, incluyendo conspiración para proporcionar y ocultar material para apoyar organizaciones terroristas, conspiración de narcoterrorismo, conspiración de crimen organizado y conspiración de tráfico de inmigrantes.
Como parte del liderazgo de la MS-13, se le acusa de haber participado en actos de violencia y asesinatos, establecimiento de campos de entrenamiento de tipo militar y la obtención de armas de uso militar. La organización también está acusada de manipular el proceso electoral en El Salvador y de negociar con el gobierno salvadoreño beneficios y concesiones.